# Ендрю Кросбі
Ендрю Кросбі (англ. Andrew Crosby, 5 листопада 1965) — канадський академічний веслувальник.
Олімпійський чемпіон 1992 року в складі вісімки, учасник 1988, 1996 років.